# ميغيل أليكساندر
ميغيل أليكساندر (بالألمانية: Miguel Alexandre)‏ (و. 1968  م) هو مخرج أفلام، وكاتب سيناريو من ألمانيا، والبرتغال، ولد في فارو.

## وصلات خارجية
- ميغيل أليكساندر على موقع IMDb (الإنجليزية)
- ميغيل أليكساندر على موقع ألو سيني (الفرنسية)
- ميغيل أليكساندر على موقع أول موفي (الإنجليزية)
- ميغيل أليكساندر على موقع قاعدة بيانات الأفلام السويدية (السويدية)
- ميغيل أليكساندر على موقع قاعدة بيانات الفيلم (الإنجليزية)
- ميغيل أليكساندر على موقع كينوبويسك (الروسية)